# Peer Wittenbols
Peer Wittenbols (Bergen op Zoom, 1965) is een Nederlands schrijver. Wittenbols volgde aan de Toneelacademie Maastricht een opleiding tot docent/regisseur. Hij schrijft onder andere toneelstukken, dichtbundels, hoorspelen, liedteksten en filmscripts. Voor twee van zijn liedteksten werd hij onderscheiden met de Annie M.G. Schmidtprijs; in 2014 voor 'Mijn kind' van Gerard van Maasakkers en in 2021 voor 'Welkom thuis' van Joost Spijkers.
Wittenbols schreef voor uiteenlopende theatergezelschappen zoals Toneelgroep Oostpool, Het Zuidelijk Toneel, De Toneelmakerij en de Rotterdam Connectie. Ook werkte hij als columnist voor diverse bladen. Voor Het  Nationale Theater schreef hij de voorstelling Trojan Wars,  dat bekroond werd met de Gouden Krekel 2022. In 2023 werd de Charlotte Köhler Prijs aan hem toegekend voor zijn gehele oeuvre maar in het bijzonder voor het toneelstuk Trojan Wars. 
- Library of Congress Control Number: nr2001008535
- Nederlandse Thesaurus van Auteursnamen: 146552709
- Virtual International Authority File: 76549324
- WorldCat: E39PBJkMM6y3XTRm8t8GVB6kDq